# Pan-Euungulata
Pan-Euungulata (Пан-Еуунгулата — „сви прави копитари”) је кладус плаценталних сисара унутар великог реда Ferungulata. Овај кладус сисара обухвата мироред Euungulata и изумрлу породицу Protungulatidae. Стручни назив за чланове овог кладуса сисара је пан-еуунгулати.

## Етимологија назива
| Кладус:        | Поријекло назива од:                                                              | Значење назива:    |
| -------------- | --------------------------------------------------------------------------------- | ------------------ |
| Pan-Euungulata | - старогрчке ријечи пан (стгрч. παν), што значи „све” - и мирореда сисара Euungulata | сви прави копитари |

## Систематика

### Класификација
Класификација кладуса Pan-Euungulata:
| Ранија класификација: | Савремена класификација: |
| --- | --- |
| - Кладус: Pan-Euungulata (O'Leary, 2013) - Мироред: Euungulata (Waddell, 2001) (прави копитари) - Ред: Artiodactyla (Owen, 1848) (парнопрсти копитари) - Ред: Perissodactyla (Owen, 1848) (непарнопрсти копитари) - Мироред: †Meridiungulata (McKenna, 1975) (јужноамерички копитари) - Ред: †Astrapotheria (Lydekker, 1894) - Ред: †Litopterna (Ameghino, 1889) - Ред: †Notoungulata (Roth, 1903) - Ред: †Pyrotheria (Ameghino, 1895) - Ред: †Xenungulata (Paula Couto, 1952) - Породица: †Didolodontidae (Savage, 1951) - Породица: †Kollpaniidae (Marshall, 1990) - Ред: †Arctocyonia (Van Valen, 1966) - Ред: †Dinocerata (Marsh, 1872) - Ред: †Mesonychia (Van Valen, 1966) - Породица: †Hyopsodontidae (Trouessart, 1889) - Породица: †Mioclaenidae (Osborn & Earle, 1895) - Породица: †Periptychidae (Cope, 1882) - Породица: †Phenacodontidae (Cope, 1881) - Род: †Protungulatum (Sloan & Van Valen, 1965) | - Кладус: Pan-Euungulata (O'Leary, 2013) - Мироред: Euungulata (Waddell, 2001) (прави копитари) - Кладус: Pan-Perissodactyla (Welker, 2015) - Кладус: Paraxonia (Marsh, 1884) - Породица: †Protungulatidae (Chatterjee, Scotese & Bajpai, 2017) |
| † - ознака за изумрли таксон | |

### Филогенија
Доље приказан кладограм представља филогенетске везе кладуса Pan-Euungulata.

|  | \| \| †Avunculus \| \| \| \| \| \| †Gelastops \| \| \| \| |
|  |                                                           |
|  | †Acmeodon                                                 |
|  |                                                           |
|  | †Avunculus                                                |
|  |                                                           |
|  | †Gelastops                                                |
|  |                                                           |

|  | †Avunculus |
|  |            |
|  | †Gelastops |
|  |            |

|  | Apo-Chiroptera          |
|  |                         |
|  | †"Wyonycteris" microtis |
|  |                         |
|  | †Eosoricodontidae       |
|  |                         |

|               | †Protungulatidae                                                 |
|               |                                                                  |
| Euungulata    | \| \| Pan-Perissodactyla \| \| \| \| \| \| Paraxonia \| \| \| \| |
| sensu stricto | \| \| Pan-Perissodactyla \| \| \| \| \| \| Paraxonia \| \| \| \| |
|               | Pan-Perissodactyla                                               |
|               |                                                                  |
|               | Paraxonia                                                        |
|               |                                                                  |

|  | Pan-Perissodactyla |
|  |                    |
|  | Paraxonia          |
|  |                    |

|               | †Protungulatidae                                                 |
|               |                                                                  |
| Euungulata    | \| \| Pan-Perissodactyla \| \| \| \| \| \| Paraxonia \| \| \| \| |
| sensu stricto | \| \| Pan-Perissodactyla \| \| \| \| \| \| Paraxonia \| \| \| \| |
|               | Pan-Perissodactyla                                               |
|               |                                                                  |
|               | Paraxonia                                                        |
|               |                                                                  |

|  | Pan-Perissodactyla |
|  |                    |
|  | Paraxonia          |
|  |                    |

|  | \| \| †Avunculus \| \| \| \| \| \| †Gelastops \| \| \| \| |
|  |                                                           |
|  | †Acmeodon                                                 |
|  |                                                           |
|  | †Avunculus                                                |
|  |                                                           |
|  | †Gelastops                                                |
|  |                                                           |

|  | †Avunculus |
|  |            |
|  | †Gelastops |
|  |            |

|  | Apo-Chiroptera          |
|  |                         |
|  | †"Wyonycteris" microtis |
|  |                         |
|  | †Eosoricodontidae       |
|  |                         |

|               | †Protungulatidae                                                 |
|               |                                                                  |
| Euungulata    | \| \| Pan-Perissodactyla \| \| \| \| \| \| Paraxonia \| \| \| \| |
| sensu stricto | \| \| Pan-Perissodactyla \| \| \| \| \| \| Paraxonia \| \| \| \| |
|               | Pan-Perissodactyla                                               |
|               |                                                                  |
|               | Paraxonia                                                        |
|               |                                                                  |

|  | Pan-Perissodactyla |
|  |                    |
|  | Paraxonia          |
|  |                    |

|               | †Protungulatidae                                                 |
|               |                                                                  |
| Euungulata    | \| \| Pan-Perissodactyla \| \| \| \| \| \| Paraxonia \| \| \| \| |
| sensu stricto | \| \| Pan-Perissodactyla \| \| \| \| \| \| Paraxonia \| \| \| \| |
|               | Pan-Perissodactyla                                               |
|               |                                                                  |
|               | Paraxonia                                                        |
|               |                                                                  |

|  | Pan-Perissodactyla |
|  |                    |
|  | Paraxonia          |
|  |                    |